# فولفرام فون اشنباخ
فولفرام فون اشنباخ (بالألمانية: Wolfram von Eschenbach) هو أديب ألماني في منتصف العصر الوسيط، ولد حوالي عام 1170 في النمسا ومات في عام 1220 تقريباً في مدينة أشنباخ، واسمها اليوم فولفر أشنباخ. ويمكن تصور حياة فولفرام فون أشنباخ من قراءة أعماله بنفسها. فقد كان فخوراً بانتمائه إلى طبقة الفروسية، إلا أن أسرته نُكبت بالفقر فاضطر إلى أن يعتمد على عطايا الحكام الموسرين، حكى في أعماله عن زواجه السعيد. ومنذ عام 1203 انتقل إلى بلاط هرمانس فون تورينجن، حيث التقى هناك بفالتر فون دير فوجلفايده.

## أعماله
- بارتسيفال «Parzival» (رواية شعرية كتبت في عام 1200\1210).
- فيلهلم «Wilhelm» (عمل غير مكتمل لقصة من قصص البلاط، كتبت بين عامي 1212 و 1218).
- تيتورل «Titurel» (رواية شعرية كتبت بين 1215 و 1219).
- أغان في الغزل (بين 1165 حتى 1215).
- سير مختصرة لكتاب نهاية العصر الوسيط.

## وصلات خارجية
- فولفرام فون اشنباخ على موقع الموسوعة البريطانية (الإنجليزية)
- فولفرام فون اشنباخ على موقع ميوزك برينز (الإنجليزية)
- فولفرام فون اشنباخ على موقع إن إن دي بي (الإنجليزية)
- فولفرام فون اشنباخ على موقع ديسكوغز (الإنجليزية)
- عصور الأدب الألماني (تحولات الواقع ومسارات التجديد)